# Elecciones estatales de Tlaxcala de 1998
Las Elecciones estatales de Tlaxcala de 1998 se llevaron a cabo el domingo 8 de noviembre de 1998, y en ellas se renovaron los siguientes cargos de elección popular en el estado mexicano de Tlaxcala:
- Gobernador de Tlaxcala. Titular del Poder Ejecutivo del estado, electo para un periodo de seis años no reelegibles en ningún caso, el candidato electo fue Alfonso Sánchez Anaya.
- 60 ayuntamientos. Compuestos por un Presidente Municipal y regidores, electos para un periodo de tres años no reelegibles para el periodo inmediato.
- 32 diputados del Congreso del Estado. 19 Electos por mayoría relativa en cada uno de los Distrito Electorales y 13 electos bajo el principio de Representación Proporcional.

## Resultados electorales

### Gobernador
| Partido/Alianza | Partido/Alianza | Candidato      | Candidato                   | Votos   | Porcentaje |
| --------------- | --- | -------------- | --------------------------- | ------- | ---------- |
|                 | Partido Acción Nacional Partido Demócrata Mexicano de Tlaxcala                                                                          |                | Jorge Moreno Durán          | 27 736  | 8.65       |
|                 | Partido Revolucionario Institucional |                | Joaquín Cisneros Fernández  | 142 718 | 44.53      |
|                 | Partido de la Revolución Democrática Partido del Trabajo Partido Verde Ecologista de México Partido Auténtico de la Revolución Mexicana |                | Alfonso Sánchez Anaya Hecho | 150 036 | 46.81      |
|                 | No registrados | No registrados | No registrados              | 0       | 0.0        |
|                 | Nulos | Nulos          | Nulos                       | 0       | 0.0        |
| Total           | Total | Total          | Total                       | 322 482 | 100.0      |

Fuente: Instituto de Mercadotecnia y Opinión

### Ayuntamientos

#### Ayuntamiento de Tlaxcala
- Víctor Hugo Cahnuatzi González  Hecho